# Собеский, Вацлав
Ва́цлав Собе́ский (пол. Wacław Sobieski; 26 октября 1872, Львов — 3 апреля 1935, Краков) — польский историк, исследователь истории Польши и Европы XVI—XVIII веков, издатель источников, общественно-политический деятель.

## Биография
Родился во Львове (в то время Австро-Венгерская империя) в семье гимназического учителя.
Школу и гимназию окончил в г. Жешув (ныне город Подкарпатского воеводства, Польша).
В 1892-1896 изучал историю в Кракове в Ягеллонском университете; впоследствии он учился в Вене, Лейпциге (Германия; у К. Лампрехта) и Париже (Франция). В 1900 защитил докторскую диссертацию на тему: «Rokosz Zebrzydowskiego jako "walka" z kontrreformacją i klerem, część I: Obwarowanie konfederacji warszawskiej na sejmie 1606 r.» (руководитель — проф. В. Закшевский).
В 1901-1905 — работник библиотеки Ординации Замойских в Варшаве. Соучредитель (1905) и соредактор «Przeglądu Historycznego».
В 1905-1907 находился в научной командировке по архивам Франции и Великобритании. В 1908 на основании труда «Zabiegi Dymitra Samozwańca o koroną polska» получил хабилитацию в Ягеллонском университете. С 1908 — приват-доцент, с 1910 — профессор Ягеллонского университета.
В 1908-1910 работал в Архиве городских и земских актов в Кракове.
Член-корреспондент (1920), действительный член (1928) АН в Кракове. Член Варшавского научного общества (1914), Королевского научного общества в Праге (Чехословакия; 1927), Славянского института в Праге (1928), Венгерского исторического общества (1932). В 1927-1934 — вице-президент Польского исторического общества, в 1927-1934 — голова его краковского отделения. Создатель научной школы (ученики — Г. Барыч, С. Бодняк, А. Стшелецкий, В. Чаплинский, О. Галецкий, Л. Колянковский, А.Левак, К. Пиварский и др.).
В своей работе об истории Польши изложил видение Варшавской битвы 1920 года, противоречащее позиции режима санации (режим Ю. Пилсудского и его соратников в Польше, установленный после майского переворота 1926 года). После попытки опубликовать эту работу против Собеского в Польше начались гонения. В многочисленных статьях его публично критиковала пресса (одна из статей прямо называлась "Суд над профессором Собеским"), Собеский был обвинён в недостаточных исторических знаниях и отсутствии профессиональных компетенций.
В конце марта 1935 года министр просвещения Януш Енджеевич (Janusz Jędrzejewicz) ликвидировал кафедру всемирной истории Ягеллонского университета. Для Вацлава Собеского это означало увольнение. Через два дня после подписания приказа и выхода на пенсию Собеский умер.

## Исследования
Проблематика массовых религиозных движений в Польше на широком европейском фоне:
- «Rola jezuitów w dziejach Rzeczypospolitej Polskiej» (1901),
- «Nienawiść wyznaniowa tłumów za rządów Zygmunta III» (1902),
- «Trybun ludu szlacheckiego» (1905),
- «Polska a hugenoci po nocy św. Bartolomieja» (1910).

Польско-европейские отношения:
- «Henryk IV wobec Polski i Szwecji 1602-1610» (1907),
- «Źółkiewski na Kremliu» (1920),
- «"Walka" o ujście Wisły» (1918).

Переломные периоды европейского и польского прошлого:
- «Szkice historyczne» (1904),
- «Studia historyczne» (1912),
- «Pamiętny sejm», (1913),
- «Kościuszko w Ameryce: Zjednoczenie ideałów Polski i Ameryki» (1918),
- «Dzieje rewolucji angielskiej» (1922),
- «Polska pod rządami królów elekcyjnych do Stanisława Augusta» (1930).

Один из создателей новой идеологии краковской исторической школы («Lelewel a szkoła krakowska» (1896), «Optymizm i pesymizm w historizofii polskiej» (1908)).
Автор работы «Dzieje Polski» (т. 1-3, 1923-1925). Издал «Archiwum Jana Zamoyskiego» (т. 1, 1904).